# Codonanthe cordifolia
Codonanthe cordifolia là một loài thực vật có hoa trong họ Tai voi. Loài này được Chautems mô tả khoa học đầu tiên năm 1997.